# Rząd Zygmunta Muchniewskiego
Rząd Zygmunta Muchniewskiego – gabinet pod kierownictwem premiera Zygmunta Muchniewskiego, istniał od 20 lipca 1970 do 14 lipca 1972 roku.
Skład rządu
- Zygmunt Muchniewski – prezes Rady Ministrów
- prof. dr Jerzy Gawenda –  minister spraw zagranicznych
- gen. bryg. Jan Lachowicz – minister obrony narodowej
- Stanisław Nowak – minister skarbu
- Sylwester Karalus – minister sprawiedliwości
- prof. dr Wiesław Strzałkowski – minister wyznań religijnych, oświaty i kultury
- Juliusz Nowina-Sokolnicki – minister spraw krajowych (do 25 listopada 1971)[1]
- dr Maria Gałyńska – minister

Zmiany w składzie rządu
- Zygmunt Muchniewski – prezes Rady Ministrów i minister spraw wewnętrznych (od 3 czerwca 1971)
- płk dypl. / gen. bryg. Stanisław Kuniczak – minister spraw społecznych (od 3 czerwca 1971)
- Juliusz Nowina-Sokolnicki – minister informacji i dokumentacji (do 3 czerwca 1971)
- płk dypl. Mieczysław Słowikowski – minister informacji i dokumentacji (od 14 czerwca 1971)